# NGC 3605
NGC 3605 (również PGC 34415 lub UGC 6295) – galaktyka eliptyczna (E4), znajdująca się w gwiazdozbiorze Lwa. Odkrył ją William Herschel 14 marca 1784 roku.